# Osieczno (gromada)
Osieczno (od 14 XI 1957 Brzyków) – dawna gromada, czyli najmniejsza jednostka podziału terytorialnego Polskiej Rzeczypospolitej Ludowej w latach 1954–1972.
Gromady, z gromadzkimi radami narodowymi (GRN) jako organami władzy najniższego stopnia na wsi, funkcjonowały od reformy reorganizującej administrację wiejską przeprowadzonej jesienią 1954 do momentu ich zniesienia z dniem 1 stycznia 1973, tym samym wypierając organizację gminną w latach 1954–1972.
Gromadę Osieczno siedzibą GRN w Osiecznie utworzono – jako jedną z 8759 gromad na obszarze Polski – w powiecie łaskim w woj. łódzkim, na mocy uchwały nr 31/54 WRN w Łodzi z dnia 4 października 1954. W skład jednostki weszły obszary dotychczasowych gromad Brzyków, Kocina, Osieczno, Siemiechów, Wrońsko i Zabłocie ze zniesionej gminy Widawa w powiecie łaskim oraz parcelacja Jarocice-Łęg z dotychczasowej gromady Jarocice ze zniesionej gminy Burzenin w powiecie sieradzkim. Dla gromady ustalono 19 członków gromadzkiej rady narodowej.
Gromadę zniesiono 14 listopada 1957 w związku z przemianowaniem jednostki na gromada Brzyków z siedzibą GRN w Brzykowie.